# 錫瓦斯省

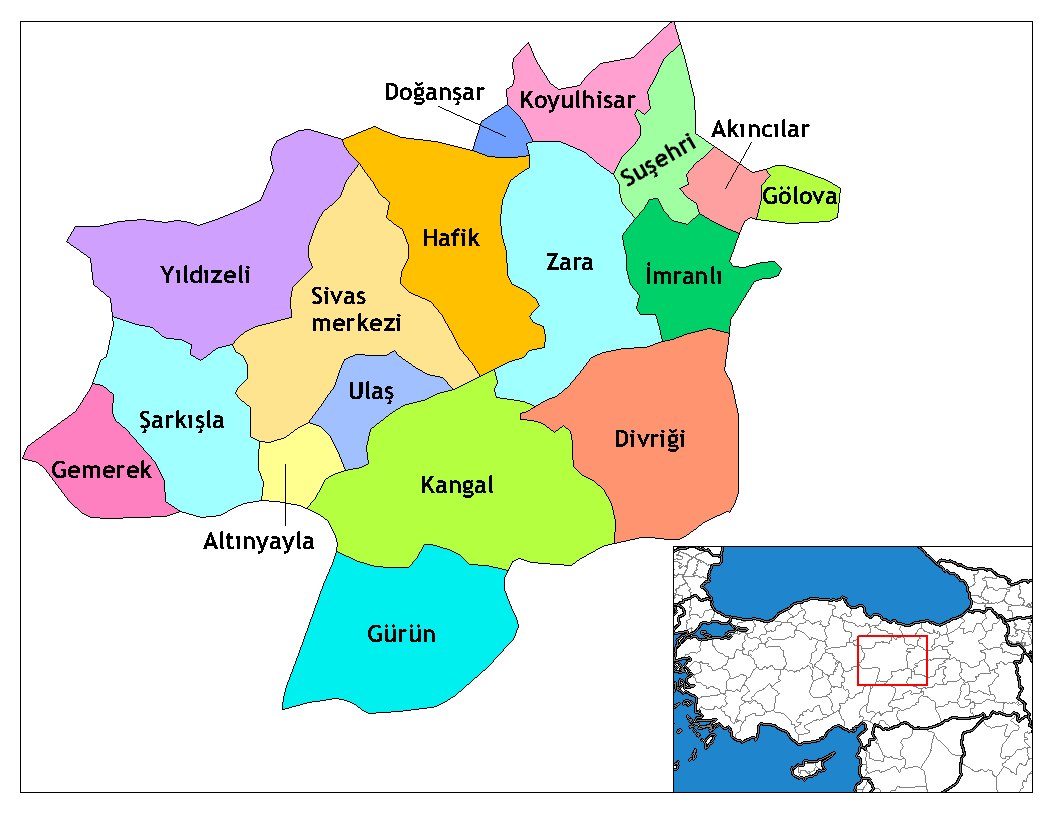
錫瓦斯省在土耳其的位置和下轄縣

錫瓦斯省（Sivas ili）是土耳其東北部的一個省。面積28,129平方公里，是土耳其面積第二大的省份。2007年人口810,989人。首府錫瓦斯。
下分17縣。